# ByeAlex
ByeAlex, de son vrai nom Alex Márta, est un chanteur hongrois né le 6 juin 1984.

## Biographie
ByeAlex est un auteur-compositeur de Budapest qui a grandi dans un petit village de l'est de la Hongrie. Il a commencé sa passion de la musique en remixant les musiques et sons de ses jeux vidéo. À 18 ans avec des amis de la faculté il crée le groupe My gift to you. Le groupe publie plusieurs chansons rock ou post-psychédélique. Il connaîtra le succès avec la chanson Bye. En 2012, Alex entame une carrière solo en ajoutant Bye à son prénom.
Le 2 mars 2013, il est choisi pour représenter la Hongrie au Concours Eurovision de la chanson 2013 à Malmö, en Suède avec la chanson Kedvesem (Chérie).